# Machete (film)
A Machete című film 2010-ben bemutatott amerikai akciófilm, melynek rendezője és forgatókönyvírója Robert Rodríguez.
A Machete című rövidfilm ál-trailerként jelent meg Rodríguez 2007-es Grindhouse – Terrorbolygó című rendezésének elején Danny Trejo „főszereplésével”, annak ellenére, hogy ez a film akkor még nem is létezett. Rodríguez később úgy döntött, hogy a valójában csak tréfának szánt trailerből leforgat egy nagyjátékfilmet, így állítva feje tetejére a filmgyártás megszokott menetét.

## Szereplők
| Színész                  | Szerep                   | Magyar hang        |
| ------------------------ | ------------------------ | ------------------ |
| Danny Trejo              | Machete Cortez           | Varga Tamás        |
| Robert De Niro           | John McLaughlin szenátor | Reviczky Gábor     |
| Jessica Alba             | Sartana Rivera           | Solecki Janka      |
| Michelle Rodriguez       | Luz/Shé                  | Pikali Gerda       |
| Steven Seagal            | Rogelio Torrez           | Rosta Sándor       |
| Jeff Fahey               | Michael Booth            | Haás Vander Péter  |
| Cheech Marin             | Padre Benicio Del Toro   | Várkonyi András    |
| Don Johnson              | Von Jackson              | Vass Gábor         |
| Shea Whigham             | Mesterlövész             | Holl Nándor        |
| Lindsay Lohan            | April Booth              | Bogdányi Titanilla |
| Daryl Sabara             | Julio                    | Molnár Levente     |
| Ara Celi                 | Riporter                 | Kiss Anikó         |
| Tom Savini               | Osiris Amanpour          | Törköly Levente    |
| Billy Blair              | Billy                    | Varga Rókus        |
| Felix Sabates            | Felix doktor             | Faragó András      |
| Nimród Antal             | Booth testőre            | Láng Balázs        |
| Mitchell Lance Adams     | járőr                    | Seder Gábor        |
| Jason Douglas            | járőr                    | Földi Tamás        |
| Electra és Elise Avellan | Mona és Lisa nővér       |                    |

A főszerepet Danny Trejo játszotta, akinek több mint huszonöt éves pályafutása alatt ez volt az első címszerepe. McLauchlin szenátor szerepét Robert De Niro kapta meg, a női vonalon pedig Jessica Alba tűnt fel Sartanaként. Jessica a Machete és a Sin City – A bűn városa című filmjeivel szerezte legkedvezőbb kritikáit. A filmben megjelenik a magyar származású Nimród Antal filmrendező is, aki egy testőrt alakít.

## Folytatások
Robert Rodriguez már a Machete mozibemutatója előtt azt nyilatkozta, hogy szívesen elkészítené a Machete Kills és a Machete Kills Again filmeket. A film stáblistája előtt meg is jelenik két beharangozó a filmekkel kapcsolatban. A dolog komolyságához hozzá kell tenni, hogy a franchise utolsó darabjaként a Machete in Space részt jelölte meg. A Machete Kills viszont zöld utat kapott a stúdiótól és 2013. szeptember 13-án került bemutatásra, magyarul Machete gyilkol címmel.
A főbb szerepekben Michelle Rodriguez, Sofía Vergara, Amber Heard, Charlie Sheen, Lady Gaga, Antonio Banderas, Jessica Alba, Demian Bichir, Alexa Vega, Vanessa Hudgens, Cuba Gooding Jr., William Sadler, Marko Zaror és Mel Gibson tűnik fel.